# مصادرة الأملاك الأرمنية في تركيا

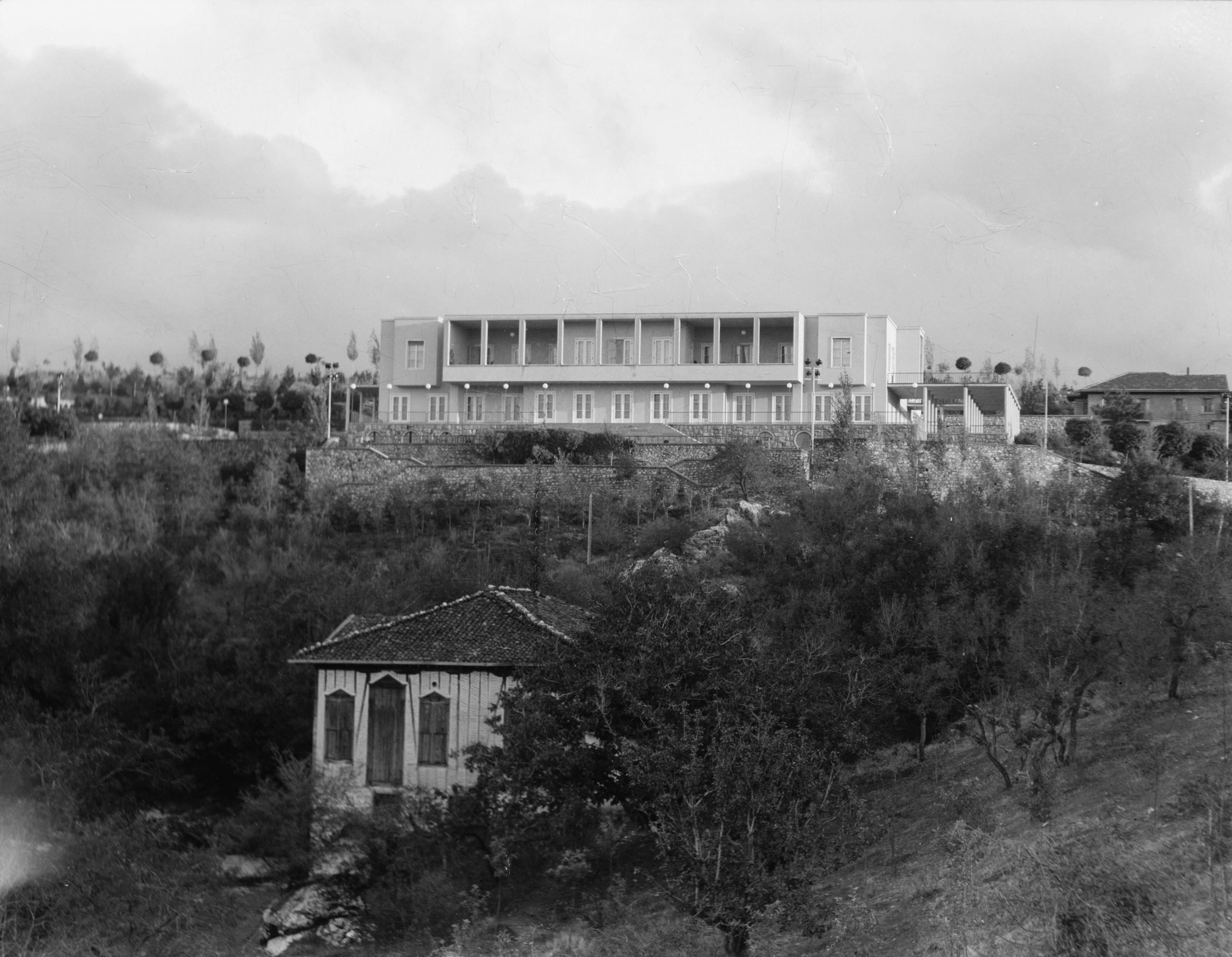
القصر الرئاسي حيث يقيم رئيس الحكومة التركية حتى 2014: كان القصر يعود لأسرة أرمنية وهي أسرة التاجر أوهانس كاسبيان وتمت مصادرة القصر خلال مذابح الأرمن.

تمت مصادرة ممتلكات الأرمن من قبل الحكومات العثمانية والتركية؛ حيث تم الإستيلاء على الأصول المالية والممتلكات والأراضي للمجتمع الأرمني في الأراضي التركية.
بدأت مصادرة ممتلكات الأرمن بدءًا من المجازر الحميدية في منتصف 1890، وبلغت ذروتها خلال الإبادة الجماعية للأرمن، حيث مصادرة ممتلكات الأرمن بشكل واسع استمرت الحكومة التركية مصادرة أملاك الأرمن بشكل حتى بوغروم إسطنبول عام 1955 وفي عام 1974.
فقد الأرمن ثرواتهم وممتلكاتهم دون تعويض. حيث ضاعت فقد الأرمن شركاتهم ومزارعهم، وأصبحت جميع المدارس، والكنائس، والمستشفيات، ودور الأيتام، والأديرة، والمقابر الأرمنية ملك الدولة التركية. وفي يناير عام 1916، أصدر وزير التجارة والزراعة العثماني قرارًا يأمر جميع المؤسسات المالية العاملة داخل حدود الدولة العثمانية لتسليم الأصول المالية الأرمنية للحكومة. وتسجل المراجع أن الدولة العثمانية إستولت على ستة ملايين جنيه تركي من الذهب إلى الممتلكات العقارية، والنقدية، والودائع المصرفية، والمجوهرات. ومن ثم تم ضخ الأصول المالية الأرمنية للبنوك الأوروبية، بما في ذلك البنك الألماني ودرسدنر.
بعد نهاية الحرب العالمية الأولى، حاول الناجون من الإبادة الجماعية إلى العودة واستعادة المنازل والأصول السابقة، ولكن كانت مسيطرة عليها من قبل حكومة الجمعية الوطنية الكبرى.
تمت الكثير من المصادرات خلال الإبادة الجماعية للأرمن حيث قامت الحكومة العثمانية بعد ترحيل الأرمن إلى الصحراء السورية مع الحكومة بمصادرة ممتلكات والأصول المالية للأرمن التي تركت وراءهم وأعلنت عنها بأنها «مهجورة». تمت مصادرة جميع الممتلكات التي يملكها الأرمن الذين عاشوا في أرض آبائهم وأجدادهم في أرمينيا الغربية (شرق تركيا) وتم توزعيها في وقت لاحق بين السكان المسلمين المحليين. في عام 1974 تم مصادرة الممتلكات الأرمنية بعد إعلان الملكية لعام 1936.
ويقول المؤرخون ان المصادرة الجماعية لممتلكات الأرمن كانت عاملاً مهمًا في تشكيل الأساس الاقتصادي للجمهورية التركية حيث تم منح الاقتصاد التركي رأس المال الأرمني. والذي أدى إلى تشكيل البرجوازية التركية الجديدة والطبقة الوسطى التركية.